# Bistum Espinal
Das Bistum Espinal (lat.: Dioecesis Espinalensis, span.: Diócesis de El Espinal) ist eine in Kolumbien gelegene römisch-katholische Diözese mit Sitz in El Espinal.

## Geschichte
Das Bistum Espinal wurde am 18. März 1957 durch Papst Pius XII. mit der Päpstlichen Bulle Qui Supremum Imperium aus Gebietsabtretungen des Bistums Ibagué errichtet und dem Erzbistum Popayán als Suffraganbistum unterstellt. Am 14. Dezember 1974 wurde das Bistum Espinal dem Erzbistum Ibagué als Suffraganbistum unterstellt.

## Bischöfe von Espinal
- Jacinto Vásquez Ochoa, 1957–1974
- Hernando Rojas Ramírez, 1974–1985, dann Bischof von Neiva
- Alonso Arteaga Yepes, 1985–1989
- Abraham Escudero Montoya, 1990–2007, dann Bischof von Palmira
- Pablo Emiro Salas Anteliz, 2007–2014, dann Bischof von Armenia
- Orlando Roa Barbosa, 2015–2020, dann Erzbischof von Ibagué
- Miguel Fernando González Mariño, seit 2020

## Weblinks

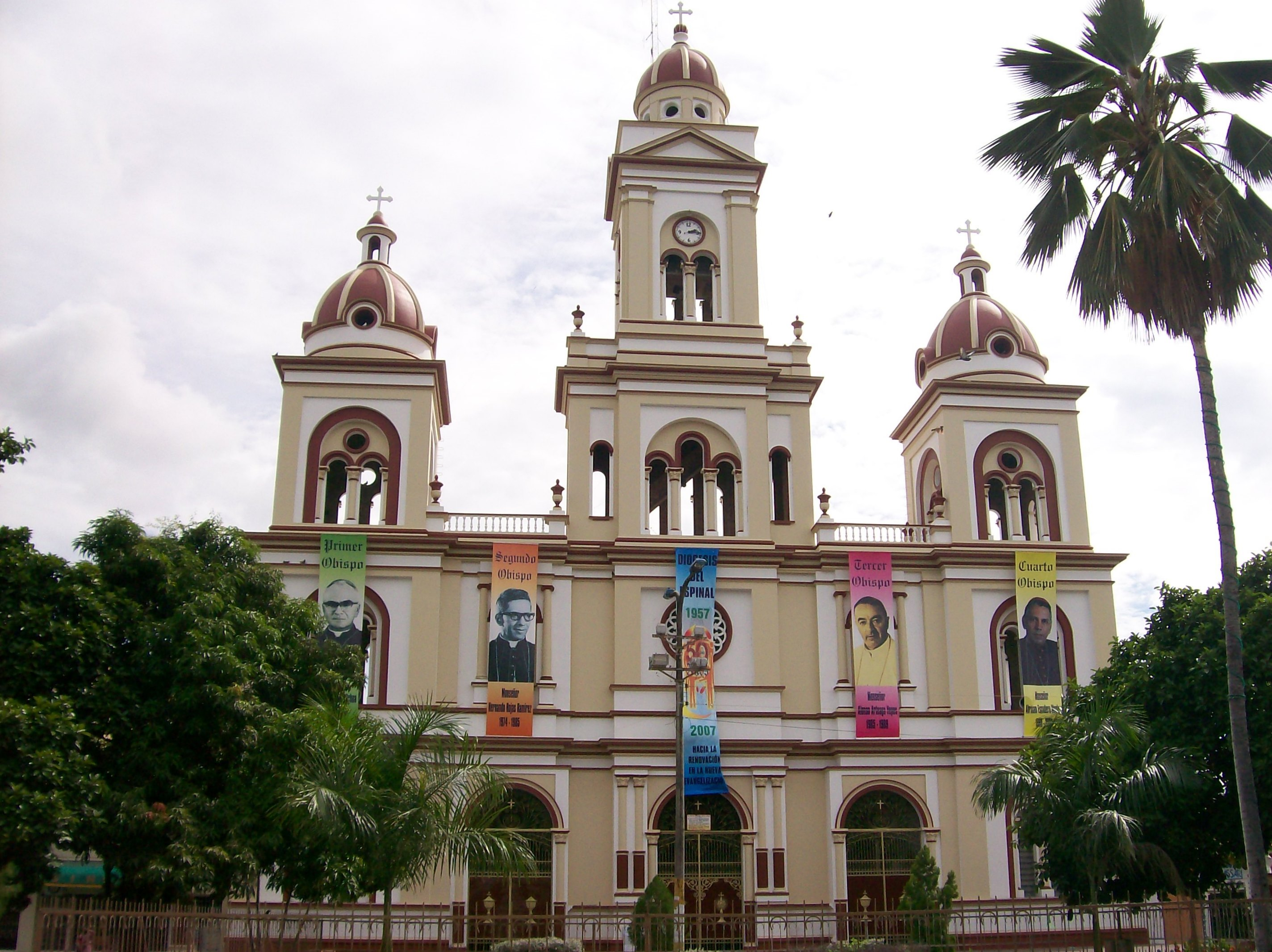
Kathedrale Nuestra Señora del Rosario in Espinal
Wappen des Bistums Espinal